# Pelargonium antidysentericum
Pelargonium antidysentericum là một loài thực vật có hoa trong họ Mỏ hạc. Loài này được (Eckl. & Zeyh.) Kostel. mô tả khoa học đầu tiên năm 1896.